# Mwinoghe
Mwinoghe – tradycyjny taniec wykonywany przez przedstawicieli grup etnicznych Sukwa, Ndali i Bandya, zamieszkujących północną część Malawi.
W 2018 roku decyzją obradującego w Port Louis Międzyrządowego Komitetu ds. Ochrony Niematerialnego Dziedzictwa Kulturowego taniec radości mwinoghe wpisany został na listę reprezentatywną niematerialnego dziedzictwa kulturowego UNESCO.

## Charakterystyka

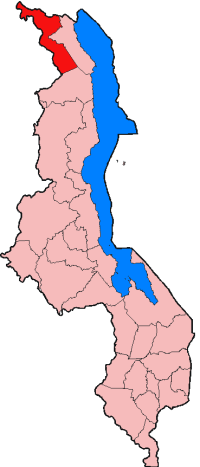
Lokalizacja dystryktu Chitipa na mapie Malawi

Taniec mwinoghe wykonywany jest przez przedstawicieli grup etnicznych Sukwa, Ndali i Bandya zamieszkujących okolice Mwenemisuku w dystrykcie Chitipa, w Regionie Północnym. Jest stosunkowo nowym zjawiskiem kulturowym, wywodzącym się ze zmodyfikowanego w latach 1953–1955 tańca ceremonialnego indingala wykonywanego w sąsiednim dystrykcie Karonga.
Mwinoghe tańczy się celem wyrażania radości i szczęścia, a jego nazwa pochodzi z dialektu chisukwa, w którym słowo to oznacza „bawmy się”, „cieszmy się”. Taniec wykonują młode kobiety z głowami owiniętymi tradycyjnymi chirundu, noszące bluzki lub zawiązane wokół talii kawałki materiału oraz młodzi mężczyźni ubrani najczęściej w koszulę i spodnie. Kobiety tańczą boso, a mężczyźni noszą buty. Tancerze ustawiają się naprzeciwko siebie w dwóch równych rzędach – kobiety po jednej, a mężczyźni pod drugiej stronie. Podczas mwinoghe wykonywane są skrętne ruchy ciała oraz skomplikowane ruchy stóp. Tańcowi nie towarzyszy żaden śpiew, a jedynie polecenia wydawane przez liderów obu grup tancerzy oraz dźwięki trzech bębnów – większego zwanego ing’ina oraz dwóch mniejszych nazywanych twana lub perekete – często z akompaniamentem gwizdka.
Taniec wykonywany jest nie tylko w celach rozrywkowych podczas spotkań towarzyskich czy uroczystości rodzinnych (np. wesel), ale także pełni ważną rolę podczas świąt państwowych, takich jak np. Dzień Niepodległości (6 lipca), dzięki czemu znany jest w całym Malawi. W ramach poszczególnych społeczności etnicznych powstały grupy taneczne występujące ze swoimi interpretacjami mwinoghe na corocznych festiwalach i konkursach. Do największych należy grupa Kapoka Mwinoghe odpowiadająca również za sam proces wpisania tradycji na listę reprezentatywną niematerialnego dziedzictwa kulturowego UNESCO. Ludzie z wielu środowisk przybywają, aby podziwiać taniec mwinoghe, stąd pełni on funkcję jednoczącą różne grupy społeczne. Wiedza o tańcu i umiejętność jego wykonywania przekazywane są poprzez obserwację i udział młodych ludzi w tej tradycji, a także w ramach zajęć pozalekcyjnych.